# Мефодій (Мензак)
Мефо́дій (Мензак) (* 28 жовтня 1914, Банилів — † 23 жовтня 1974, Омськ) — український православний діяч, архієрей РПЦ. Вихованець Православної церкви Румунії.

## Біографія
Мензак Михайло Миколайович народився 28 жовтня 1914 року в селі Банилів Герцогства Буковина у простій селянській родині.
Відразу після закінчення середньої школи (1930), юний Михайло поступив послушником у Монастир Кошна, що знаходиться у Південній Буковині.
1932-го р. перейшов у Свято-Іоано-Богословський Хрещатицький монастир, де в 1942 році був пострижений у ченці з ім'ям Мефодій на честь Св. рівноап. Мефодія Солунського. Того ж року (24 грудня) монаха Мефодія було рукоположено в ієродиякона.
22 квітня 1945 року єпископом Чернівецьким і Буковинським Феодосієм (Ковернинським) Мефодій (Мензак) був висвячений у ієромонаха, та був призначений на одну з єпархіальних парафій.

### Освітня діяльність
Після навчання у Московській семінарії (1952–1954), Мефодій (Мензак) вступив до Московської духовної академії, яку закінчив у 1958 році з вченим ступенем — кандидат богослов'я. Під час навчання був благочинним академічної церкви, у вільний час служив у різних храмах Москви.
Дипломованого богослова Мефодія (Мензака) залишили на викладацькій роботі, призначили помічником інспектора та викладачем Церковного Статуту та Літургіки у московських духовних школах. У серпні 1959 року отримав призначення на посаду інспектора Саратовської духовної семінарії.
9 грудня 1959 року Мефодія (Мензака) було призначено ректором Волинської духовної семінарії, і вже 19 грудня того ж року було возведено у сан архімандрита.

### Архієрейське служіння
Архієрейське служіння Мефодія (Мензака) розпочалося у 1960-х р.р. Його хіротонію в єпископа Волинського і Рівненського було звершено 29 серпня 1962 року владиками Пименом (Ізвековим), Никодимом (Ротовим), Іоанном (Вендландом) та інш. Волинську кафедру владика Мефодій очолював більше двох років. У подальшому очолював ще три єпархії у різних куточках СРСР.
1964–1967 р.р. очолював Чернівецько-Буковинську єпархію.
1967–1972 — був єпископом Вологодським і Великоустюжським.
2 лютого 1972 року Мефодія (Мензака) було призначено архієпископом Омсько-Тюменської єпархії.

## Трагічна загибель
Архієрея Мефодія (Мензака) було звіряче вбито у ніч на 23 жовтня 1974 року в приміщенні єпархіального будинку в Омську.
Як стало відомо з матеріалів розслідування, вбивця (або вбивці) зламали владиці шию, після чого завдали кількох ударів бронзовою статуеткою та ножицями. На завершення жертві зв'язали руки, та цинічно задушили дротом.
Тіло архієрея було виставлено у місцевому кафедральному соборі, до якого нескінченним потоком йшли віруючі щоби проститися з владикою. Надзвичайно багатолюдно було й під час відспівування (26 жовтня), у якому, крім місцевих архієреїв, брали участь друзі Мефодія (Мензака) — Никодим (Руснак) та Антоній (Вакарик).
Після цього тіло архієпископа (на прохання родичів) доставили літаком в Чернівці, а звідти у рідне село Банилів, де й поховали на місцевому цвинтарі.

### Результати розслідування
Розкриттям вбивства займалися не тільки співробітники міліції а й КДБ. Щоправда розслідування практично не просувалось.
Цинізмом з боку радянської влади було намагання використати трагічну загибель архієрея з ідеологічною метою. Серед місцевих жителів почали розповсюджувати чутки, що вбивство вчинили колишні «бандерівці», які начебто приговорили владику до страти за допомогу радянськім партизанам під час Другої світової війни, коли він здійснював служіння в окупованих єпархіях України. Все це звісно залишилось тільки на рівні чуток та людських розмов. Іншого, власне і не могло бути, оскільки під час війни владика був іноком в Хрещатику, де в принципі не спостерігалося жодного активного партизанського руху.
Кримінальна справа за фактом вбивства архієпископа Мефодія (Мензака) була закрита тільки на початку 1980-х р.р., коли за цей злочин до 10 років колонії суворого режиму було засуджено одного з місцевих жителів. Щоправда, засуджений на судовому засіданні свою вину не визнав. Звернувшись до присутніх, наголосив, що «вбивства не вчиняв, а зізнання з нього вибивали». Крім цього, пізніше було виявлено ще цілу низку суперечностей у справі. Були перекручені деякі факти, проігноровані окремі докази. На думку дослідників кримінальна справа має явні ознаки «сфабрикованої».
Крім того, матеріалами кримінального розслідування намагалися довести, що владика Мефодій був п'яницею, ґвалтівником, лихословом і взагалі аморальною людиною. Все це було використано в антицерковній пропаганді, що була розгорнута в місцевих ЗМІ.

## Праці
Кандидатська робота владики Мефодія: «Любовь ко Христу как основа нравственности». Однією з основних тез у цій праці була наступна